# Brasil nos Jogos Pan-Americanos de 1971
O Brasil competiu nos Jogos Pan-Americanos de 1971 em Cáli, na Colômbia.

## Medalhistas[1]
| Adilson Carioquinha Dodi Emil Rached Fransérgio Hélio Rubens | Joy Luizinho Marquinhos Menon Mosquito Robertão |

| Benedita Delcy Elzinha Heleninha Jacy Laís | Maria Helena Marlene Nadir Nilza Norminha Odila |

| Abeid Aderval Bebeto Décio Delano Eymard | Hélio Jens Lino Memeco Moreno Procópio |

| Adilson Carioquinha Dodi Emil Rached Fransérgio Hélio Rubens | Joy Luizinho Marquinhos Menon Mosquito Robertão |

| Benedita Delcy Elzinha Heleninha Jacy Laís | Maria Helena Marlene Nadir Nilza Norminha Odila |

| Abeid Aderval Bebeto Décio Delano Eymard | Hélio Jens Lino Memeco Moreno Procópio |

| Esporte              | Medalha de ouro | Medalha de prata | Medalha de bronze | Total |
| Atletismo            | 0               | 2                | 1                 | 3     |
| Basquetebol          | 2               | 0                | 0                 | 2     |
| Boxe                 | 0               | 1                | 1                 | 2     |
| Ciclismo             | 0               | 1                | 0                 | 1     |
| Esgrima              | 0               | 1                | 0                 | 1     |
| Levantamento de peso | 0               | 0                | 5                 | 5     |
| Natação              | 0               | 1                | 6                 | 7     |
| Remo                 | 3               | 1                | 0                 | 4     |
| Tiro esportivo       | 1               | 0                | 0                 | 1     |
| Vela                 | 3               | 0                | 0                 | 3     |
| Voleibol             | 0               | 0                | 1                 | 1     |
| Total                | 9               | 7                | 14                | 30    |